# Tisanibainepta bijibijan
Espèce
Synonymes
- Tisaniba bijibijan Zhang & Maddison, 2014

Tisanibainepta bijibijan est une espèce d'araignées aranéomorphes de la famille des Salticidae.

## Distribution
Cette espèce est endémique du Sarawak en Malaisie,. Elle se rencontre dans le parc national de Bukit Labir.

## Description
La carapace du mâle holotype mesure 1,1 mm et l'abdomen 1,1 mm et la carapace de la femelle paratype mesure 1,1 mm et l'abdomen 1,2 mm.

## Systématique et taxinomie
Cette espèce a été décrite sous le protonyme Tisaniba bijibijan par Zhang et Maddison en 2014. Elle est placée dans le genre Tisanibainepta par Logunov en 2020.

## Publication originale
- Zhang & Maddison, 2014 : « Tisaniba, a new genus of marpissoid jumping spiders from Borneo (Araneae: Salticidae). » Zootaxa, no 3852(2), p. 252-272.